# Kevin Weekes
Kevin Weekes, född 4 april 1975 i Toronto, Ontario, är en  kanadensisk före detta professionell ishockeymålvakt som senast spelade för New Jersey Devils. Han har även spelat för New York Rangers, Carolina Hurricanes, Tampa Bay Lightning, New York Islanders, Vancouver Canucks och Florida Panthers. Draftad 1993 av Florida Panthers. Weekes är numera expertkommentator i TV på Hockey Night in Canada och NHL on the Fly. 
Hans föräldrar utvandrade från Barbados till Kanada.
Under hans tid i New York Rangers så var Weekes målvakt i konkurrens med sedermera legendaren Henrik Lundqvist.